# Бебу Сильветти
Хуа́н Ферна́ндо Сильве́тти Адо́рно (англ. Juan Fernando Silvetti Adorno, 27 марта 1936 — 5 июля 2003), больше известный как Бе́бу Сильветти (исп. Bebu Silvetti, с исп. — «Малыш Сильветти») или просто Сильветти — аргентинский композитор, пианист, дирижёр, аранжировщик и музыкальный продюсер. Пик популярности Бебу Сильветти как композитора пришелся на конец 1970-х — начало 1980-х годов. Как продюсер стал обладателем премии Billboard Latin Music Awards в 2002 году и премии Latin Grammy Award в 2003 году.

## Биография
Хуан Сильветти родился в городе Кильмес в 17 км от Буэнос-Айреса. В шесть лет начал заниматься на фортепиано, показал незаурядный талант. В подростковом возрасте создал свой джазовый квартет и ещё несколько музыкальных групп. Будучи молодым студентом Национального колледжа Орасио Дельгадо, вместе со своими однокурсниками Родольфо и Освальдо Кабрера основал известный в Аргентине Оркестр Освальдо Кабреры.
В 19 лет, в 1955 году, переехал в Испанию, в Барселону, где начал работать джазовым пианистом, быстро набрал популярность и стал играть в самых известных джазовых клубах того времени.
В следующем, 1956 году, он встретил свою будущую жену — испано-французскую поэтессу и композитора Сильвию Риеру. Они поженились (в возрасте 20 и 17 лет соответственно), и в следующем, 1957 году, у них родилась дочь Анна Сильветти, которая станет известной актрисой.
В начале 1970-х Сильветти был нанят со своей небольшой группой для выступления на борту круизного лайнера «Кабо-Сан-Роке». После года кругосветного путешествия он решил поселиться в Мексике, где позже получил гражданство.
В Мексике он начал карьеру композитора и аранжировщика для телевидения. В частности, он написал музыку для самого длинного из мексиканских сериалов того времени — Mundo de Juguete (с исп. — «Игрушечный мир»; 1974—1977 гг.).
Затем, возвращаясь периодически в Испанию, записал там в 1975 году свой первый полноформатный альбом El Mundo Sin Palabras (с исп. — «Мир без слов»), продюсером которого выступил Рафаэль Трабучелли. Альбом вышел в 1976 году. Затем в том же году последовал альбом Super Disco Sound, а затем — в 1977 году — самый известный альбом Сильветти Lluvia De Primavera (с исп. — «Весенний дождь»), написанный преимущественно в стиле диско. Этот альбом принес Сильветти мировую популярность, а композиция Lluvia De Primavera много недель возглавляла главнейшие чарты США, что было необычно для инструментальной композиции.
В 1978 году вышел альбом Concert From The Stars, в котором Сильветти преимущественно использовал электрическое пианино и синтезатор.
В 1980 году в Мексике Сильветти выпустил альбом Silvetti en México (с исп. — «Сильветии в Мексике»), где, как и в предыдущем альбоме, использовал электрическое пианино и синтезатор, но соединил это с мексиканской музыкой, в частности с музыкой марьячи. В альбом была также включена популярная музыка, написанная им для вечернего телешоу Noche a Noche (с исп. — «Вечер за вечером») актрисы и телеведущей Вероники Кастро.
В том же году Сильветти выпустил альбом I love you, завоевавший немалую международную популярность. Наибольшую известность приобрела композиция Piano из этого альбома, позже также исполняемая на концертах учеником Сильветти Раулем Ди Бласио, Ричардом Клайдерманом и другими.
В начале 1980-х Сильветти много пишет в Мексике для телевидения, создаёт музыку для телесериалов, шоу, рекламы. В частности, им написана музыка для сериалов «Габриэль и Габриэла» (Gabriel y Gabriela, 1982), «Ванесса» (Vanessa, 1982).
После работы по заказу в Лос-Анджелесе, в середине 1980-х решил переехать в США — в Майами, затем в Корал-Гейблс во Флориде, где писал и аранжировал музыку и выступал в качестве продюсера многих латиноамериканских и некоторых американских исполнителей. Сотрудничал с Энгельбертом Хампердинком, Даниэлем Баренбоймом, Пласидо Доминго, Армандо Мансанеро, Луисом Мигелем, Андреей Дель Бока, Полом Анка, Даниэлой Ромо, Рикардо Монтанером, Селеной.
В 1994 году Сильветти пишет музыку для известного мексиканского сериала «Хрустальная империя» (Imperio de cristal).
В 2002 году Сильветти получил награду «Продюсер года» Billboard Latin Music Awards.
Здоровье Сильветти значительно ухудшилось в октябре 2002 года после смерти его жены, Сильвии Риеры, от рака лимфатической системы. В декабре 2002 года у Сильветти обнаружили рак легких. В следующем году от осложнений рака он умер.
В год своей смерти Сильветти получил награду «Продюсер года» Latin Grammy.

## Дискография
- 1975: Estereofonia 2
- 1975: Mundo de Juguete (Música Original de la Telenovela)
- 1976: Mundo sin palabras
- 1976: Super disco sound
- 1976: World Without Words
- 1977: Lluvia de primavera
- 1977: Spring Rain
- 1978: Concert from the stars
- 1979: Tabasco espectacular
- 1980: I love you
- 1980: Silvetti en México
- 1982: Soñando
- 1984: Sinfonía de los espejos
- 1985: Diez momentos de amor
- 1995: Spring Rain (Maxi CD)
- 1996: La navidad en Mexico
- 1997: Íntimos (в сотрудничестве с Армандо Мансанеро)
- 1998: Mis momentos
- 2000: Eastern winds
- 2000: Autumn in Vienna
- 2000: Smooth brazilian jazz
- 2003: Adiós al amigo
- 2007: 40 Exitos (Disc1 & Disc2)

## Избранная фильмография
- Биотаксия (Biotaxia, 1968)
- Мир игрушки (Mundo de Juguete, сериал, 1974) — музыкальная тема Сильветти/Монтанера в обработке композитора Лупиты д'Алессио (Lupita D'Alessio)
- День убийцы (Day of the Assassin, 1979)
- Габриэль и Габриэла (Gabriel y Gabriela, сериал, 1982)
- Ванесса (Vanessa, сериал, 1982)
- 41: Идеальный мужчина (41 el hombre perfecto, 1982)
- День друга (фильм) (El día del compadre, 1983)
- Страстная Исабела (La pasion de Isabela, сериал, 1984)
- Грех Оюки (El pecado de Oyuki, сериал, 1988)
- Связанные одной цепью (Encadenados, сериал, 1988)
- Чемпионы навсегда (Champions Forever, 1989)
- Судьба (Destino, 1990)
- Хрустальная империя (др. перевод «Кристальная империя», Imperio de cristal, сериал, 1994)
- Если я умру (др. перевод «Если Бог заберет мою жизнь», Si Dios me quita la vida, сериал, 1995)
- Искушение (Sol de tentacion, сериал, 1996)
- Чемпионы навсегда: Латинские легенды (Champions Forever: The Latin Legends, документальный фильм, 1997)